# Prix Park Kyung-ni

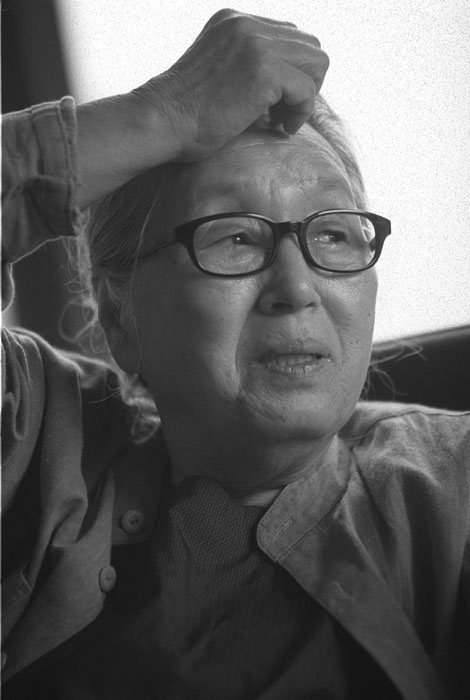
La romancière Park Kyung-ni.

Le Prix Park Kyung-ni (박경리 문학상) est un prix littéraire international sud-coréen.
Créé en 2011, il est nommé en l'honneur de la romancière sud-coréenne Park Kyung-ni (1926-2008).

## Liste des lauréats
- 2011 : Choi In-hun
- 2012 : Lioudmila Oulitskaïa
- 2013 : Marilynne Robinson[2]
- 2014 : Bernhard Schlink
- 2015 : Amos Oz
- 2016 : Ngugi wa Thiong'o[3]
- 2017 : A. S. Byatt
- 2018 : Richard Ford[4]
- 2019 : Ismaïl Kadaré
- 2020 : Yun Heunggil
- 2022 : Amin Maalouf
- 2023 : Christoph Ransmayr
- 2024 : Sylvie Germain